# Alumina do Norte do Brasil
Koordinaten: 1° 32′ 39″ S, 48° 43′ 58″ W
Alumina do Norte do Brasil S.A. (kurz: Alunorte) ist eine brasilianische Aluminiumoxid-Raffinerie. Nach eigenen Angaben ist Alunorte der größte Hersteller der Welt.

## Geschichte
Das Unternehmen mit Hauptsitz in Barcarena im Bundesstaat Pará wurde im Jahr 1978 aufgrund einer Vereinbarung zwischen den Regierungen von Brasilien und Japan gegründet. Das Werk wurde im Norden Brasiliens angesiedelt, weil sich im Bundesstaat Pará auch die wesentlichen Bauxit-Lagerstätten befinden. 
Die Fabrik nahm ihre Arbeit 1995 mit einer Jahreskapazität von 1,1 Mio. Tonnen auf. Zurzeit werden in der Raffinerie aus Bauxiterz jährlich mit sieben Produktionslinien rund 6,3 Mio. t Aluminiumoxid produziert. Alunorte verfügt über eine firmeneigene Schiffslandebrücke, die mit Transportlinien direkt mit dem Werk verbunden ist.
Alunorte ein wesentlicher Teil der Aluminium-Produktions-Kette in Brasilien. Nach eigenen Angaben beschäftigt das Unternehmen rund 2350 (bzw. 4.500) Personen.
Seit 2011 ist Alunorte eine Tochtergesellschaft der norwegischen Norsk Hydro.
Eigentümer:(Stand 2012)
- Norsk Hydro ASA Norwegen, 91,06 %
- CBA - Companhia Brasileira de Alumínio SA, 3,62 %
- Nippon Amazon Aluminium Co Ltd, 2,59 %
- Mitsui & Co Ltd, 2,19 %
- Japan Alunorte Investment Co, 0,77 %

## Umwelt
Im März 2018 musste die Produktion auf Grund von Auflagen der brasilianischen Behörden halbiert werden. Dem vorausgegangen waren starke Regenfälle Mitte Februar, die zu einem Überlauf der Rückhaltebecken für Rotschlamm führten. Bei darauffolgenden Inspektionen fanden die Behörden drei illegale Ablaufkanäle, über die Wasser vom Betriebsgelände abgeleitet wurde.